# 喬治·葛吉夫
喬治·伊凡諾維奇·葛吉夫（俄語：Гео́ргий Ива́нович Гурджи́ев），亞美尼亞神祕主義者、哲學家、靈性導師、作曲人、作家与舞蹈家，同時也是希臘後裔。青年時期性好冒險。1922年於法國創立「人類和諧發展機構」(Institute for the Harmonious Development of Man)。曾在法國、俄羅斯、美國活動過。
葛吉夫認為大部分的人類不具有身心整合的意識，因此鎮日像是被催眠般「夢遊」著，但要超越這種狀態進到較高意識、全面發揮人類潛能是有可能的。葛吉夫描述了達到精神進化的方法，並稱這套學門為「(對自己)下功夫」(The Work)。根據他的理論和教誨，葛吉夫喚醒人類意識的方法統合了苦行僧、僧侶和瑜伽士的前三道，是故又被稱為第四道。

## 自傳

### 早年
根據傳記作家Paul Beekman Taylor所述，葛吉夫（以下簡稱葛氏）父親Ἰωάνης Γεωργιάδης (Yiannis Georgiades) 是高加索希臘人，母親Evdokia則是久姆里（時為俄羅斯帝國的南高加索屬地）的亞美尼亞人。葛氏之名Gurdjieff源自旁狄希臘語姓氏Georgiades (希臘語：Γεωργιάδης) 的俄羅斯變化型。葛氏的確切生日不明；推測介於1866到1877年之間。某些作家（如James Moore）認為是1866年。葛氏暱稱為「我內在生命第一位友人」的Olga de Hartmann女士及葛氏30初頭時的秘書Louise Goepfert March，倆人均認為葛氏生於1872年。他的一本護照登載的生日是1877年十一月28日，但他某次陳述自己是生於儒略曆新年的正午夜。儘管他的出生日期眾說紛紜，法國巴黎Cimetière d'Avon專區的葛氏墓碑上卻刻著1872年。
葛氏的童年在卡爾斯渡過，該地1878至1918年之間是俄國統治的南高加索省份卡爾斯州的行政首都，也是近來才從幅員遼闊的鄂圖曼帝國獲取的邊區；鄂圖曼帝國盡是高原、草地和高山地形，種族、教派複雜，因此該區一向有尊重遊方神秘家、聖人，宗教融合和改宗的傳統。卡爾斯城和鄰土的組成居民差異性極大：卡爾斯州是亞美尼亞人、俄羅斯人、高加索希臘人、喬治亞人、土耳其人、庫德人及少數來自東、中歐，如高加索德意志人、愛沙尼亞人的基督教社群，以及俄羅斯教派社群，像是摩洛肯派和杜霍波爾人的家。葛吉夫特別愛提亞茲迪社群。生長在多種族的社會，葛氏的亞美尼亞語、Pontic希臘語、俄文和土耳其文都很流利，最後混合成優雅的鄂圖曼方言。他之後練得「能說數種歐語的工作能力」。
早年對葛氏產生影響的人物包括他的父親，他是一名木匠兼業餘吟遊詩人（ashik）；該鎮的卡爾斯軍部附屬大教堂司祭長波爾許 (Borsh)，亦是他們家的友人。年輕的葛吉夫狼吞虎嚥地閱讀俄文的科學文獻。他深受這些著作影響，也從中見證了許多他無法解釋的現象，因此確信了科學或主流宗教之外尚存在著隱藏的真理。

### 尋求真理
葛氏青年時期，據他所述，好奇心引領他行腳至中亞、埃及、伊朗、印度、西藏和羅馬，並在1912年回到俄國待了幾年。葛氏總是不願談及他的教導源於何處。那段行腳歲月的陳述只在《與奇人相遇（页面存档备份，存于）》中出現。多數評論家不對他的背景做出解釋，一般都不認為那是可靠或坦率的自傳。每一章的章名都是一位奇人的名字，其中很多據推測還可能是「求道會」的成員。
在葛氏寂滅後廣泛研究其教誨來源的J. G. Bennett認為他說的那些奇人可歸類為三種象徵性角色：角色#1 身體中心人；角色#2 情緒中心人；角色#3 心智中心人。Bennett斷言葛氏在那段時期必曾遇過蘇菲德爾維希托缽僧、法基爾苦行僧和已滅跡的艾賽尼派後裔，他們的教誨被保存在撒爾蒙 (Sarmoung) 兄弟會的僧院，亦是一所密意學校。《與奇人相遇 （页面存档备份，存于）》該書採用無所不包的追尋敘事模式，內容涉及一張「前沙漠時期的埃及」地圖，故事後來堆疊至遇見「撒爾蒙兄弟會」，一個從未被證實的組織，就連史學家Mark Sedgwick也批評那「顯然純屬虛構和想像」。

### 變成商人
葛吉夫在自傳中提到浪遊四方時他靠一些稀奇古怪的工作和交易伎倆（例如將籬雀染黃當作金絲雀來販售）來謀生。當他從史料記載中再度現身時已從一個衣衫襤褸的浪子變成富有的商人了。關於那段期間他的自傳記述只有《好轉的預告》(Herald of Coming Good)，雖然可信度比《與奇人相遇（页面存档备份，存于）》還低。在那本書裡，他提到擔任專門治療成癮行為的催眠治療師，將人們當成白老鼠來實驗他那套方法。據推測，雲遊四海時他曾投入政治活動，參與大博弈。

### 俄國歲月
根據首要文獻、獨立見證、交叉比對資料來源及合理的推斷，葛氏1913到1949年這段時期似乎在發展物質主題。1912年新年，葛氏抵達莫斯科後即吸引了他首批學生，包括他堂(表)弟－雕塑家Sergey Merkurov，以及離經叛道的Rachmilievitch。同年，他在聖彼得堡娶了波蘭裔的Julia Ostrowska。1914年，葛氏發表他的芭蕾舞劇作《魔術師的掙扎（页面存档备份，存于）》，並協助校訂弟子的手稿《瞥見真理》(Glimpses of Truth)。1915年，葛氏收鄔斯賓斯基為徒（以下簡稱鄔氏），至此他已經有30幾位弟子了。鄔氏也已有神秘主題作家的名聲了，並已撰寫了自己的東西，最後因與葛氏理念不合，失望之餘毅然前往東方尋求智慧。這段時期葛氏教導的第四道既深奧又玄秘，有部分甚至以科學術語闡述。
隨著俄國革命如火如荼地展開，葛氏於1917年離開聖彼得堡回到久姆里的家鄉。十月革命期間，他在高加索的葉先圖基設立了研修社區，接著又在圖阿普謝、邁科普、索契和波季等南俄黑海沿岸的城市設立同樣的社區，他在那裡努力教導俄國眾弟子。葛氏說：「始於俄國，終於俄國。」
1918年三月，鄔氏與葛氏分家，並定居在英格覽教導鄔氏自己的第四道。這兩個人在往後數十年間維持著極其矛盾的關係。
四個月後，葛氏的長女一家以難民的身分抵達了葉先圖基與葛氏相會，同時帶來噩耗，說土耳其人已在五月十五日槍殺了久姆里的葛父。葉先圖基漸受到內戰威脅之際，葛氏以科學家的身分捏造了一則故事刊登在報紙上，宣稱他即將遠赴「英杜爾山」進行「科學探險」。隨後他與（除了葛氏家人和鄔氏的）14名隨從離開了葉先圖基。他們搭火車前往邁科普，因受到敵意而在那裡拖延了三星期。1919年春，葛氏與藝術家Alexandre de Salzmann及其妻Jeanne相遇後收他們為徒。在Jeanne de Salzmann的協助下，葛氏第一次對外展演他的神聖舞蹈。（六月22日在提比里斯的歌劇院）。

### 喬治亞和土耳其歲月
1919年，葛氏和他最親的弟子們搬到提比里斯。葛妻Julia Ostrowska、Stjoernvals一家、哈特曼一家和Salzmanns一家彙整了他的根本教誨。葛氏此時也將重心放在他那齣尚未上映的芭蕾舞劇《魔術師的掙扎（页面存档备份，存于）》上。哈特曼（尼古拉二世之前就已在芭蕾舞圈初試聲啼）負責舞劇的音樂部分，而Olga Ivanovna Hinzenberg（幾年後與美國建築師法蘭克·洛伊·萊特結婚）負責舞蹈部分。1919年，葛氏建立了他第一個「人類和諧發展機構」。
1920年五月底，喬治亞政局丕變、舊體制瓦解，他們一行人逃到黑海沿岸的巴統搭船到伊斯坦堡。葛氏在Péra的Koumbaradji街租了一棟公寓，隨後又搬到加拉達石塔附近的Abdullatif Yemeneci Sokak 13號。這間公寓靠近蘇菲魯米會的哈納卡，葛氏、鄔氏和哈特曼也在那裡目睹了德爾維希的蘇菲旋轉舞。伊斯坦堡期間，葛氏還接見了未來的弟子John G. Bennett上尉，時為君士坦丁堡英國軍事情報局局長，他對葛氏的初印象如下：

我第一次遇到葛氏是在1920年秋天，那個場合再適合不過了。對葛氏而言，東西方相會還不夠，只有以平等的世界觀看待種族或宗教間的區隔，如此兩方的差異才有可能消亡。這是我對他的第一印象，也是對他最強烈的印象之一。身為高加索希臘人，葛氏卻能說純正的土耳其語，他的腔調讓人聯想到生養於鄂圖曼宮廷那些純種土耳其人。他即使出現在奇人異士多如牛毛的土耳其也很顯眼。他頂著平頭、一把黑鬍子，在某個片刻，兩眼顯得非常蒼白，另一個片刻又黑得發亮；矮於平均身高，儘管如此，卻讓人覺得他體力很好。

### 楓丹白露小隱修院
葛氏分別在1921和1922年八月來到西歐各城市（如柏林和倫敦）演講、展示他的工作。同時贏得鄔氏諸多首要弟子的效忠（特別是編輯A. R. Orage）。未能順利成為英國公民之後，葛氏繼而在巴黎南方楓丹白露的Prieuré des Basses Loges建立起「人類和諧發展機構」，就在著名的楓丹白露宮附近。這棟莊嚴一時如今卻破敗傾頹的小隱修院（Prieuré）占地遼闊，可容納隨行的數十人，包括葛氏餘下的一些親戚和白俄難民。
包括C. S. Nott、René Zuber、Margaret Anderson及受其監護的Fritz Peters等人都是葛氏的新弟子。受到葛氏教誨吸引的類型普遍都是聰明的中產階級，他們總會發覺小隱修院的膳宿頗為斯巴達，並會強調繁重的勞務頗令人感到不安。葛氏則會回應道：為了實踐他的教誨，人們必須均衡發展身體、情感和心智，因此小隱修院才會混和講課、音樂、舞蹈和手作。資深弟子則會發現小隱修院的教誨不同於俄國複雜的玄學「系統」。除了身體的苦修之外，葛氏對待弟子的個人言行可謂兇猛有加：

葛氏站在他的床邊，處於一種看似完全失控的憤怒狀態。他正對站在那的Orage發火，他顯得面無表情、臉色蒼白，背景窗戶將他框住...突然間，葛氏的聲音煞住了，他的性情否變，瞬間對我露出了微笑—看起來不可置信地祥和、內定，示意我離開，然後又繼續那力道絲毫未減的長篇大論。事情以迅雷不及掩耳的速度發生，我很難相信Orage注意到了中間的空隙。

這段時期，葛氏也惡名遠播，被指為「殺了凱瑟琳·曼斯菲爾德的男人」，凱瑟琳身患結核，1923年1月9日在葛氏的照料下病逝小隱修院。但是，James Moore和鄔氏卻為他辯白，指陳曼斯菲爾德本來就快不行了，葛氏讓她的餘日快樂而心滿意足。

### 首次車禍、著述、訪美
葛氏自1924年參訪北美，他總算接收了A.R. Orage先前的北美弟子。1924年，當他從巴黎開車到楓丹白露，發生了一起要命的車禍。出乎醫生意料之外，葛氏在妻子和母親的悉心看護下緩慢而痛苦地康復。八月26日，葛氏尚在復元期間，他正式「解散」（事實上只驅散了心「有」旁騖的弟子）了人類和諧發展機構，他的託辭是：那些人若持續出現在我眼前，將來我的人生會太過安逸。
康復後，葛氏開始撰寫《魔鬼講給孫子的故事》，也是《萬有一切》的第一部分，混合俄文和亞美尼亞文寫成。本書刻意寫得迂迴、晦澀，迫使讀者非得下一番「功夫」才能發掘其義。他也根據自身教條編寫本書，刻意在嘈雜的咖啡館寫作，好迫使自己費力維持專注。
1925年葛母逝世，其妻也併發癌症，最後病逝於1926年六月。鄔氏也出席了葛妻的葬禮。據作家Fritz Peters所述，葛氏於1925年十一月到1926年春都待在紐約，那段期間他成功募得十萬多美元。他總共去了美國六、七趟，並以他急切、毫不掩飾的說詞說服一干人等捐錢給他。某些人將他的行徑詮釋為對蘇菲Malamatiyya技巧的實踐－蓄意招人非難。
儘管他努力在美國募款，楓丹白露的小隱修院最後仍負債累累，1932年宣告關閉。其後，葛氏又在巴黎另組一支新的教學團體，全為女子構成，名為「繩子」（The Rope），當中很多成員甚是作家或女同志，包括Kathryn Hulme、Jane Heap、Margaret Anderson和恩里科·卡魯索的遺孀Dorothy。葛氏透過繩子的成員認識了葛楚·史坦，但她未曾成為葛氏的信徒。
1935年葛氏停止撰寫《萬有一切》，他已完成了預訂的三部曲頭兩部，但卻是從第三部開始撰寫的－後出版時書名訂為《生命只有在成為「我是」之後才會是真的》。1936年，他定居在巴黎雷納上校街6號的公寓，並在那裡渡過餘生。1937年，葛氏兄弟Dmitry卒，同年繩子解散。

### 二次世界大戰
出於刻意，雷納上校街6號的公寓分外狹小，二戰期間，葛氏持續待在那裡教導眾弟子。訪客回憶道：那個「茶水間」貯放了各種奇異的東方珍饈來「祭拜」他的內在聖壇，以及他拿給「傻子」享用的精緻吐司、伏特加和白蘭地晚餐。
多年來葛氏總以精壯的體格予人深刻印象，但現在他卻明顯發福了。他的教誨也遠離原本的「系統」，改以格言、笑話和親身互動，但弟子還是得讀他的代表作《魔鬼講給孫子的故事》，且若可能的話，最好唸個三遍。
除了其他活動之外，葛氏一生仍間或做些東方地毯的買賣，他的個人事業令他能對那些受到艱困時局影響的鄰居們伸出慈善援手，但也因而惹來當局的關注，害他在牢裡待了一個晚上。

### 晚年
戰後，葛氏試圖和他先前的弟子重新搭上線。鄔氏不甚情願，但在他死後（1947年十月），鄔氏遺孀建議他餘下的弟子去巴黎拜見葛氏。J. G. Bennett也從英格蘭遠道而來，那是25年來的首次會面。鄔氏的英格蘭弟子原先都以為葛氏已亡，他們直到鄔氏死後才發現葛氏還活得好好的，因為鄔氏從未告訴他的弟子葛氏還活著。鄔氏弟子聽聞此訊甚喜，包括Rina Hands、Basil Tilley和Catherine Murphy等諸多鄔氏弟子遂欣然前往巴黎拜見葛氏。Hands和Murphy還協助繕打和重打即將發行的《萬有一切》。
1948年，葛氏二度車禍，他再一次奇蹟復甦。

「（我）看著一個將死之人。言語不足以表述，從車裡走出一個死人、一具死屍。我顫抖著，如同看到鬼一般。」
鐵一般的韌性，葛氏設法回到他的位置坐下，他說：「現在所有器官都毀了。得造新的。」然後他轉頭看向Bennett，笑著說：「今天晚餐你來吧。我有身體工作要做。」他說話時，一陣劇痛讓他的身體搖晃痙攣，鮮血從一隻耳朵湧出。Bennett心想：「他已經腦出血了吧。他如果繼續強迫身體移動的話，他會殺了他自己的。」但接著Bennett又自忖：「他必須做這一切。如果不讓身體移動的話，他會死。他有凌駕身體的力量。」

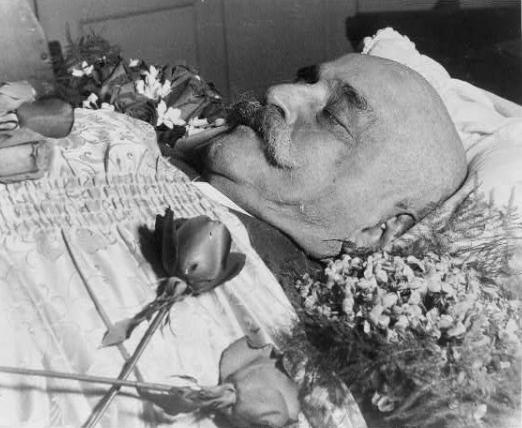
葛吉夫的遺體，時於法國供人瞻仰。「每個受苦於存在過程中的靈魂都應不斷察覺及知曉其眼目注視的自身及每個人必將親臨的死亡。」

康復後，葛氏終於正式出版《魔鬼講給孫子的故事》一書，並兩度飛往紐約。他也參訪了著名的拉斯科史前洞窟壁畫，並對其弟子解釋那些壁畫的重要意涵。
1949年十月29日，葛氏卒於法國塞納河畔訥伊的「美國醫院」（American Hospital）。
他的葬禮在巴黎Daru街12號的聖亞歷山大·涅夫斯基俄羅斯東正教大教堂（St. Alexandre Nevsky Russian Orthodox Cathedral）舉行。葛氏最終被埋於楓丹白露-雅芳的公墓。

## 思想
葛氏主張人們從其所處狀態無法感知實相，因為他們沒有統整的意識，所以只能活在受催眠的「夢遊」狀態。
「人們在沉睡中由生到死。」因此，每個人只從完全主觀的個人觀點感知事物。他斷言典型狀態的人們就像無意識的自動機那樣運作著，但人卻是有可能「醒來」、成為另一種截然不同的人類。

### 自我發展
- 參見第四道（英语：Fourth Way）

葛吉夫宣稱地球上許多現有的宗教和靈性傳統形式已和它們原有的意義和活力失去連結，因此無法繼續像它們一開始的意圖服務人群。結果，人類無法實踐古老教誨的真理，取而代之的是變得越來越像自動機，容易受到外在事物控制，逐漸變得能做出如一次世界大戰那般集體歇斯底里的瘋狂行徑。各種尚存的教派和學派至多也只能協助人類片面的發展，無法造成完全的統整。
根據葛氏所述，這類學派或教派中多只能協助人們發展三個向度中的一個－即情緒、肉體或心智，且通常會犧牲掉其他葛氏所謂的官能或「中心」。是故，這些道途無法「產生」真正平衡的人類。再者，任何想踏上任何傳統靈性知識道途（葛氏簡化為三－亦即苦行僧之道、僧侶之道和瑜伽士之道）的人也都必須離棄世俗生活。葛氏因此發展出較順應歐美當代人生活所需的「第四道」。一反分別發展身體、心智或情緒的不足，葛氏弟子須在三個向度同時下功夫，推動內在整全、平衡的發展。
同使，葛氏教導也與其他靈性傳統平行不悖，主張一個人必須花相當的努力才能達至有效的靈性轉化，從而觸發覺醒經驗。葛氏稱一個人投入的努力為「下功夫」或「對自己下功夫」。根據葛氏所述：「...對自己下功夫並不比想要或做出下功夫的決定來得困難。」雖然葛氏未曾大費周章解釋「第四道」一詞的涵義，也從未在他的著作中使用這個術語，但鄔氏1924到1947年間傳揚葛氏思想時卻發明了這個詞彙來闡述他的核心教誨。鄔氏死後，他的學生根據他的授課出版了一本書，書名即是《第四道》。
葛氏的教導解答了人類在宇宙中的位置，以及發展潛能的重要性等問題－潛能被視為我們身為人類的天賦，但卻未得開花結果。他的教導關乎較高意識階層、較高（精微）體、內在成長和發展真的有可能，但需在意識上下功夫才能達成。
在葛氏的教誨中，他對聖經和許多宗教禱詞等各式古老文字給出了清晰的解釋。他宣稱一般對那些文字的解釋和其實際擁有的真義是截然不同的。以聖經為例，「你們要警醒，因為不知道那日子和那時間」（馬太福音25:13）；以及 「神的國就在你們心裡」（路加福音17:21），這兩段經文指出的心理教誨，其精髓早已被遺忘。
葛氏教導人們如何以各種方式增強他們的專注力和能量、減少夢遊和恍惚。根據他的教誨，一個人的內在發展有可能開啟進一步的轉變過程，最終轉化成葛氏認為應當如此的狀態。
此外，他也認為「道德」是相對的，因文化而異，在文化間常相互矛盾、表裡不一，取而代之的，他大力強調「良知」的重要性。
葛氏為了製造內在專注力能更密集操練的條件，他教導弟子「神聖舞蹈」或「律動」，弟子們須集體演示。他也留下了一種音樂體例，靈感來自於尋訪偏遠僧院和其他地方時所見所聞，由他和弟子哈特曼共同創作。葛吉夫使用了各種練習方法，像是「暫停法」來促使學生觀察自己。他也無時無刻使用其他震撼教育來協助弟子從慣常的夢遊狀態醒來。

### 方法（或法門）
「下功夫」是意識開發訓練的精隨。葛氏一生使用了許多不同方法和材料，包括對談、音樂、神聖舞蹈（或律動）、寫作、演講和創新的團體或個人工作形式。各式方法的功能之一是要掘出、回復心智根深蒂固的習慣模式，引發出直覺閃現的片刻。既然每個人都有不同的需求，葛氏沒有一體通用的風格，他都依環境所需因應和創新。而在俄國，他的教誨被喻為「框限在小圈圈中」，到了巴黎和北美，他卻大肆對外演示。
葛氏認為傳統上認識自我的方法－苦行僧、僧侶和瑜伽士（分別是透過痛苦、奉獻和研究來獲得）的那些方法－各有其不足之處，且通常會導向各種停滯、片面的形式。他設計的方法擴大了傳統道途，旨在加速發展過程。有時他也稱這些方法為「狡猾者之道」，因為採用了其他發展道途須耗費數年還沒有豐碩成果的捷徑。擁有意識的導師看見徒弟的個別需求，並為他們設計將致使意識轉化的任務。葛氏的教學向上追溯的話可媲美佛教禪宗的公案，導師同樣使用了各種方法（時而極反正道）帶出學生的澈悟。

#### 音樂
- 參見葛吉夫-哈特曼（Gurdjieff - De Hartmann）音樂 （页面存档备份，存于）

葛吉夫音樂可清楚劃分為三個階段。第一階段是最早的，包括芭蕾舞劇《魔術師的掙扎（页面存档备份，存于）》和早期神聖舞蹈的配樂，始自1918年左右。
第二階段是在葛氏備受爭議的名聲竄起之時，他與俄國作曲家哈特曼合作譜寫的音樂，這個階段的音樂又稱為葛吉夫-哈特曼音樂 （页面存档备份，存于）。始自20年代中，這個階段的音樂包含了豐富的鋼琴曲目，源自高加索和中亞的民俗和宗教音樂、俄羅斯正教的禮拜音樂及其他來源。第一手的音樂常是在楓丹白露小隱修院的沙龍哼唱演出，大部分的音樂也都在這裡被譜寫出來。因碩特音樂近日才出版了四大冊的鋼琴曲目，裡面有大量的新錄製曲，包括葛吉夫和哈特曼為1923-24年神聖舞蹈展演所作的交響樂版本。這些作品的鋼琴獨奏版已由Cecil Lytle和凱斯·傑瑞錄製完成。
最後一個階段是簧風琴的即興演奏曲，從巴黎遭佔領、戰後到葛吉夫逝世的1949年期間，這個階段的音樂常在他巴黎寓所的晚飯後演出。總的來說，葛吉夫與哈特曼譜寫了200多首曲目。2010年五月，Neil Kempfer Stocker從葛吉夫已故繼女Dushka Howarth故居（遺物堆中），買下未曾公開的38分鐘鋼琴獨奏醋酸盤（黑膠唱片的一種）。

#### 神聖舞蹈
葛氏所說的神聖舞蹈（律動）構成其教誨的核心部分。葛氏時而自嘲為「舞蹈老師」，他的芭蕾舞作《魔術師的掙扎（页面存档备份，存于）》初次獲得公眾注意是在莫斯科發表時。
葛吉夫基金會也不時非公開特映神聖舞蹈的示範影片，Peter Brook的電影《與奇人相遇（页面存档备份，存于）》也有拍出神聖舞蹈。

#### 著作
葛吉夫寫過一系列名為《萬有一切》的三部曲，風格獨樹一格。第一冊是在葛吉夫過世前不久拍案定稿的，1950年首度發行，第一系列標題是《魔鬼講給孫子的故事》（或名《公正客觀批評人的生命》）。全書有1238頁，這部冗長的寓言作品敘述魔王別西卜對他孫子解釋地球的生命形式和統管宇宙的律法。該書廣泛涵蓋了經過深思熟慮的葛氏哲學。1992年，葛氏一些信徒又出版了另一本「備受爭議」的《魔鬼講給孫子的故事》 [參見Paul Beekman Taylor的《葛吉夫的文字世界》（2014年）]。在目次頁隔壁的「前導建議」頁面，葛氏對初次接觸該書的讀者闡述了他三系列每一部的閱讀順序，他總結：「唯有如此你才能對本書形成僅適用於你自身的公正判斷。也唯有如此，我的期望才能實踐－即根據你的瞭解，你將獲得針對你的特別益處。」
葛氏過世後出版的第二系列由Jeanne de Salzmann匯編而成，題名《與奇人相遇（页面存档备份，存于）》（1963年），以看似由葛氏本人親述的語氣寫成，是他人生前期的回憶錄，但也包含了一些《一千零一夜》式的修飾語和寓言般的敘事法。葛氏死後出版的第三系列則看似未完成，同樣也是由Jeanne de Salzmann編纂而成，題名《生命只有在成為「我是」之後才會是真的》，內容涵蓋了葛氏晚年內在掙扎的私密陳述，以及他的部分授課稿。有關葛氏思想和方法的著述極多，且數量持續增長當中，但關乎他本身挑戰的著作仍付之闕如，這本書可視為第一手來源。

## 相關書目
- 簡繁書單（页面存档备份，存于）（含英文書名）
- 《與奇人相遇：第四道大師葛吉夫的靈修之路（页面存档备份，存于）》／電影版(1（页面存档备份，存于）)(2（页面存档备份，存于）)(3（页面存档备份，存于）)
- 《探索奇蹟─認識第四道大師葛吉夫（页面存档备份，存于）》鄔斯賓斯基（英语：P. D. Ouspensky）著[24]
- 《人可能進化的心理學（页面存档备份，存于）》鄔斯賓斯基（英语：P. D. Ouspensky）著
- 《萬有一切：魔鬼講給孫子的故事》書中人物簡介（页面存档备份，存于）
- 《生命的真相：第四道大師葛吉夫的教導（页面存档备份，存于）》孫霖譯
- 《觀察自己：第四道靈性大師葛吉夫入門（页面存档备份，存于）》孫霖譯
- 《靈魂煉金之旅（页面存档备份，存于）》廖閱鵬著

## 註記
1. 1 2 3  本篇譯者：也有譯為「工作（自己）」、「修行」的。
2. ↑  James Webb，和諧圈，Thames及Hudson 1980 頁25–6 provides a range of dates from 1872,1873,1874,1877 to 1886.
3. ↑  http://www.cambridgescholars.com/download/sample/58952 （页面存档备份，存于） Cambridge Scholars Publishing. Edited by Michael Pittman. 葛吉夫：亞美尼亞發跡，全球開枝散葉。1921年葛吉夫抵達歐洲之初，他在歐美的風評欠佳...1922年十月，葛吉夫在巴黎郊區楓丹白露的Prieuré des Basses Loges創立了一所學校（人類和諧發展機構）。他在Prieuré（小隱修院之意）會見了20世紀初的許多名人、作家、藝術家等，當中許多人後來變成他的學生，並將他的教導傳揚下去。葛吉夫有生之年，曾經拜訪並和他共事的人包括法國作家René Daumal、來自紐西蘭的知名短篇故事作家凱瑟琳·曼斯菲爾德、《女尼的一生》作者Kathryn Hulme、《瑪麗·包萍》作者P·L·崔佛斯、《杖》作者基恩·图默，他的作品和影響力在哈林文藝復興運動中首屈一指...為數眾多的學生團體、組織、基金會，甚至各大陸的社群以「葛吉夫」來命名，主要遍布在南北美洲和歐洲，少數在日本、中國、印度、澳洲和南非。
1979年，傑出的英國劇場導演暨作家Peter Brook根據《與奇人相遇 （页面存档备份，存于）》拍了一部電影。
4. ↑  Ouspensky, P. D. . 1977: 312–313. ISBN 0-15-644508-5. 第四道學派必須工作...無論工作的基礎目標是什麼...完成工作之時也是學派關閉之際。
5. ↑  Nott, C.S. . Routledge and Kegan Paul, London and Henley. 1961: x. ISBN 0-7100-8937-6.
6. ↑  De Penafieu, Bruno. Needleman, Jacob; Baker, George , 编. . Continuum International Publishing Group. 1997: 214. ISBN 1-4411-1084-4. 若我停止工作...世上的一切都將毀滅。
7. ↑  . Gurdjieff.org.   [2014-03-02]. （原始内容存档于2020-05-14）.
8. 1 2  「第四道與七種人 （页面存档备份，存于）」廖閱鵬撰，摘自《靈魂煉金之旅 （页面存档备份，存于）》
9. ↑  Taylor, Paul Beekman. . York Beach, ME: Weiser Books. 1969: x. ISBN 1-57863-128-9.
10. 1 2  Challenger, Anna T. . Amsterdam: Rodopi. 2002: 1. ISBN 9789042014893.
11. ↑  Shirley, John. . New York: J.P. Tarcher/Penguin. 2004: 44. ISBN 9781585422876.
卡爾斯州的高加索希臘一般被視為俄羅斯化的西Pontic希臘，那個地區住著許多土生土長的亞馬尼亞村民，這解釋了葛吉夫父親姓氏Georgiades的變體由來，此外，卡爾斯州也有很多像他那樣的希臘和亞美尼亞混血；卡爾斯州和喬治亞在沙皇的治理下也不乏希臘-俄羅斯和希臘-喬治亞人的結合。
12. ↑  . Findagrave.com.   [2014-03-02]. （原始内容存档于2017-05-30）.
13. ↑  John G. Bennett, Witness, Omen press, Arizona 1974 p.55.
14. ↑  《與奇人相遇》第二章 （页面存档备份，存于），葛氏將ashik拼成ashok
15. ↑  J.G.Bennet '葛吉夫–美麗新世界'
16. ↑  S. Wellbeloved，《葛吉夫，占星術和魔鬼的傳說故事》，pp. 9–13
17. ↑  . Gurdjieff.org. 2000-04-01  [2014-03-02]. （原始内容存档于2020-11-24）.
18. ↑  也有譯為「四海兄弟會」的
19. ↑  Mark Sedgwick,「兩次世界大戰期間的歐洲新蘇菲運動 （页面存档备份，存于）」in Islam in Inter-War Europe, ed. by Natalie Clayer and Eric Germain. Columbia Univ. Press, 2008 p. 208. ISBN 978-0-231-70100-6
20. ↑  葛吉夫：「物質的問題 （页面存档备份，存于）」，摘自《與奇人相遇（页面存档备份，存于）》附錄
21. ↑  葛吉夫：《好轉的預告》，p22
22. ↑  Moore, pp 36–7
23. ↑  . Gurdjieff.org.uk.   [2014-03-02]. （原始内容存档于2015-02-19）.
24. 1 2  鄔氏後來成為葛氏大弟子，自傳請見1916年又收了作曲家哈特曼及其妻Olga。
25. ↑  Moore, James. . Element Books Ltd. 1999: 132. ISBN 1-86204-606-9. 該如何命名這樣的機構？
26. ↑  哈特曼，《與葛吉夫先生在一起的歲月》(1962), Penguin 1974 pp.94-5.
27. ↑  「葛氏在伊斯坦堡的足跡」 （页面存档备份，存于），葛吉夫神聖舞蹈，2003年三月。
28. ↑  意指「僧院」，該院由伊斯蘭神秘主義詩人魯米創建。
29. ↑  . Gurdjieff.org. 1999-10-01  [2014-03-02]. （原始内容存档于2020-11-24）.
30. ↑  Fritz Peters，《葛吉夫童年》
31. ↑  Moore, James. . Routledge & Kegan Paul. 1980: 3. ISBN 0-7100-0488-5. 葛吉夫受千夫所指，異口同聲「他是殺了凱瑟琳·曼斯菲爾德的男人」
32. ↑  鄔氏，《探索奇蹟》，18章 （页面存档备份，存于），p. 392
33. ↑  Fraser, Ross. . Art New Zealand (Art New Zealand).   [2016-01-07]. （原始内容存档于2017-10-22）.
34. ↑  《生命只有在成為「我是」之後才會是真的》，原題Life is Real Only Then, When ‘I Am’
35. ↑  Taylor, Paul Beekman. . Lighthouse Editions Ltd. 2004: 103. ISBN 978-1-904998-00-6. 葛吉夫1925-1926年之間的冬天在做什麼
36. ↑   (PDF).   [2016-01-27]. （原始内容存档 (PDF)于2018-10-24）.
37. ↑  Rob Baker, 「非為后宮：葛吉夫和繩子的女人們 （页面存档备份，存于）」, 2000. Accessed 10 March 2013.
38. 1 2  原題Life is Real Only Then, When ‘I Am’，因尚無中譯本問世，簡繁中譯書名繁多，略舉一二：《我存在，生命方真》、《唯有我存在生命方真》、《唯當我存在，生命方真》、《只有「我在」時，生命才是真實的》、《真實人生僅在當刻》
39. ↑  . Amazon.co.uk.   [2014-03-02]. （原始内容存档于2019-11-02）.
40. ↑  Perry, Whitall：《傳統上的葛吉夫》，引述自J. G. Bennett。
41. ↑  康沃爾作家James Moore(1993)。《葛吉夫傳記－解剖神話》
42. ↑  鄔氏 (1949)，《探索奇蹟 （页面存档备份，存于）》
43. ↑  .   [2016-01-28]. （原始内容存档于2003-04-02）.
44. ↑  鄔氏 (1949)，《探索奇蹟》，第二章 （页面存档备份，存于）
45. ↑  . Gurdjieff.org.   [2014-03-02]. （原始内容存档于2020-11-05）.
46. ↑  本篇譯者：可解讀為「實踐」的困難度等同於「渴望」。
47. ↑  Gurdjieff, George. . E. P. Dutton & Co., Inc. : 214. ISBN 0-525-47408-0.
48. ↑  鄔氏 (1949)。《探索奇蹟─認識第四道大師葛吉夫》，第2章 （页面存档备份，存于）
49. ↑  鄔氏 (1971)。《第四道（英语：Fourth Way）》，第1章
50. ↑  Wellbeloved, Sophia. . Routledge. 2003: 109. ISBN 0-415-24897-3. ...本機構教誨中呈現的不同心理用語...
51. ↑  鄔氏 (1949)。《探索奇蹟》，第9章 （页面存档备份，存于）
52. ↑  「葛氏的教誨透過特殊條件和形式來傳遞，導向意識的明覺：團體工作、身體勞動、手作課程、想法交換、藝術、音樂、律動、舞蹈、探索自然...等，促使尚未轉化的個人超越自身的機械性、在自我感上下功夫，進而將「人格」昇華為（自我）經過轉化後的精華。」Seekerbooks.com （页面存档备份，存于），Gary Lachman《探索神奇：隱身在葛氏陰影中的天才》書評。
53. ↑  鄔氏 (1949)。《探索奇蹟》，第1章 （页面存档备份，存于）
54. ↑  葛氏 (1963)《與奇人相遇》，第11章
55. ↑  《探索奇蹟 （页面存档备份，存于）》
56. ↑  Petsche, Johanna. . Leiden: Brill. 2015: 1–279  [30 May 2015]. ISBN 9789004284425. （原始内容存档于2018-02-06）.
57. ↑  Nielsen Business Media, Inc. . Nielsen Business Media, Inc. 18 December 1999: 60–  [14 April 2011]. ISSN 0006-2510. （原始内容存档于2013-12-13）.
58. ↑  譯按：通常是由葛吉夫憑記憶哼唱，再由哈特曼抄錄在樂譜上。
59. ↑  Lytle, Cecil. .   [30 May 2011]. （原始内容存档于2011年8月25日）.
60. ↑  Jazz Discography Project. .   [30 May 2011]. （原始内容存档于2019-01-07）.
61. ↑  .   [2016-01-28]. （原始内容存档于2012-08-29）.
62. ↑  參見《萬有一切：魔鬼講給孫子的故事》書中人物簡介 （页面存档备份，存于）
63. ↑  參見本篇 尋求真理 一節的評論.

## 外部連結
- 葛吉夫：二十世紀的達摩（页面存档备份，存于），摘自《靈魂煉金之旅（页面存档备份，存于）》廖閱鵬著
- 奧修談葛吉夫（页面存档备份，存于）
- 葛吉夫與蘇菲的隱秘歷史（页面存档备份，存于）
- 葛吉夫神聖舞蹈片段（页面存档备份，存于）（摘自《與奇人相遇》電影（页面存档备份，存于）/無字幕版 （页面存档备份，存于））
- 葛吉夫-哈特曼（Gurdjieff - De Hartmann）音樂 （页面存档备份，存于）